# الصريم (حزم العدين)

تعديل مصدري - تعديل

الصريم هي إحدى قرى عزلة السيدم بمديرية حزم العدين التابعة لمحافظة إب، بلغ تعداد سكانها 655 نسمة حسب تعداد اليمن لعام 2004.